# Temelucha kerrichi
Temelucha kerrichi är en stekelart som beskrevs av Setsuya Momoi 1968. Temelucha kerrichi ingår i släktet Temelucha och familjen brokparasitsteklar. Inga underarter finns listade i Catalogue of Life.